# Ricardo Lamas
Ricardo Alejandro Lamas (Chicago, Illinois; 21 de mayo de 1982) es un artista marcial mixto estadounidense retirado que compitió en la categoría de peso pluma en Ultimate Fighting Championship. El 11 de julio de 2019, Lamas se encuentra como el peso pluma n.º 15 en los rankings oficiales de UFC.

## Carrera en artes marciales mixtas

### Ultimate Fighting Championship
En su debut en UFC, Lamas se enfrentó a Matt Grice el 26 de junio de 2011 en UFC on Versus 4. Lamas derrotó a Grice por nocaut técnico en la primera ronda.
El 12 de noviembre de 2011, Lamas se enfrentó a Cub Swanson en UFC on Fox 1. Lamas ganó la pelea por sumisión en la segunda ronda, ganando así el premio a la Sumisión de la Noche.
Lamas se enfrentó a Hatsu Hioki el 22 de junio de 2012 en UFC on FX 4. Lamas derrotó a Hioki por decisión unánime.
El 26 de enero de 2013, Lamas se enfrentó a Erik Koch en UFC on Fox 6. Lamas ganó la pelea por nocaut técnico en la segunda ronda.
Lamas se enfrentó a José Aldo por el Campeonato de Peso Pluma de UFC el 1 de febrero de 2014 en UFC 169. Lamas perdió la pelea por decisión unánime.
Lamas se enfrentó a Hacran Dias el 28 de junio de 2014 en UFC Fight Night 44. Lamas ganó la pelea por decisión unánime.
El 15 de noviembre de 2014, Lamas se enfrentó a Dennis Bermúdez en UFC 180. Lamas ganó la pelea por sumisión en la primera ronda.
El 4 de abril de 2015, Lamas se enfrentó a Chad Mendes en UFC Fight Night 63. Lamas perdió la pelea por nocaut técnico en la primera ronda.
Lamas se enfrentó a Diego Sánchez el 21 de noviembre de 2015 en UFC Fight Night 78. Lamas ganó la pelea por decisión unánime.
Lamas se enfrentó a Max Holloway el 4 de junio de 2016 en UFC 199. Lamas perdió la pelea por decisión unánime.

## Vida personal
El padre de Ricardo es cubano y su madre es mexicana. En sus peleas se pueden apreciar las banderas de los dos países en su ropa, junto a la bandera estadounidense.

## Campeonatos y logros
| - Ultimate Fighting Championship - Sumisión de la Noche (Una vez) - International Sport Combat Federation - Campeón de Peso Ligero (Una vez) | - NCAA Division III All-American en Elmhurst College (2005) - NCAA Division III 157 lbs 6º lugar en Elmhurst College (2005) - CCIW dos veces campeón (2004–05) en 157 lbs (en Elmhurst College) |

## Récord en artes marciales mixtas
| Resultado | Récord | Oponente            | Método                            | Evento                                  | Fecha                   | Ronda | Tiempo | Localización                | Notas                                   |
| --------- | ------ | ------------------- | --------------------------------- | --------------------------------------- | ----------------------- | ----- | ------ | --------------------------- | --------------------------------------- |
| Victoria  | 20–8   | Bill Algeo          | Decisión (Unánime)                | UFC Fight Night: Smith vs Rakic         | 29 de agosto de 2020    | 3     | 5:00   | Las Vegas, Nevada           | Pelea de la Noche.                      |
| Derrota   | 19–8   | Calvin Kattar       | KO (golpes)                       | UFC 238                                 | 8 de junio de 2019      | 1     | 4:06   | Chicago, Illinois           |                                         |
| Victoria  | 19–7   | Darren Elkins       | TKO (codazos y golpes)            | UFC Fight Night: Magny vs. Ponzinibbio  | 17 de noviembre de 2018 | 3     | 4:09   | Buenos Aires                |                                         |
| Derrota   | 18–7   | Mirsad Bektić       | Decisión (dividida)               | UFC 225                                 | 9 de junio de 2018      | 3     | 5:00   | Chicago, Illinois           |                                         |
| Derrota   | 18–6   | Josh Emmett         | KO (golpe)                        | UFC on Fox: Lawler vs. dos Anjos        | 16 de diciembre de 2017 | 1     | 4:33   | Winnipeg, Manitoba          |                                         |
| Victoria  | 18–5   | Jason Knight        | TKO (golpes)                      | UFC 214                                 | 29 de julio de 2017     | 1     | 4:34   | Anaheim, California         |                                         |
| Victoria  | 17–5   | Charles Oliveira    | Sumisión (guillotine choke)       | UFC Fight Night: dos Anjos vs. Ferguson | 5 de noviembre de 2016  | 2     | 2:13   | Ciudad de México            |                                         |
| Derrota   | 16–5   | Max Holloway        | Decisión (unánime)                | UFC 199                                 | 4 de junio de 2016      | 3     | 5:00   | Inglewood, California       |                                         |
| Victoria  | 16–4   | Diego Sánchez       | Decisión (unánime)                | UFC Fight Night: Magny vs. Gastelum     | 21 de noviembre de 2015 | 3     | 5:00   | Monterrey                   |                                         |
| Derrota   | 15–4   | Chad Mendes         | TKO (golpes)                      | UFC Fight Night: Mendes vs. Lamas       | 4 de abril de 2015      | 1     | 2:45   | Fairfax, Virginia           |                                         |
| Victoria  | 15–3   | Dennis Bermúdez     | Sumisión (guillotine choke)       | UFC 180                                 | 15 de noviembre de 2014 | 1     | 3:18   | Ciudad de México            |                                         |
| Victoria  | 14–3   | Hacran Dias         | Decisión (unánime)                | UFC Fight Night: Swanson vs. Stephens   | 28 de junio de 2014     | 3     | 5:00   | San Antonio, Texas          |                                         |
| Derrota   | 13–3   | José Aldo           | Decisión (unánime)                | UFC 169                                 | 1 de febrero de 2014    | 5     | 5:00   | Newark, Nueva Jersey        | Por el Campeonato de Peso Pluma de UFC. |
| Victoria  | 13–2   | Erik Koch           | TKO (codazos y golpes)            | UFC on Fox: Johnson vs. Dodson          | 26 de enero de 2013     | 2     | 2:32   | Chicago, Illinois           |                                         |
| Victoria  | 12–2   | Hatsu Hioki         | Decisión (unánime)                | UFC on FX: Maynard vs. Guida            | 22 de junio de 2012     | 3     | 5:00   | Atlantic City, Nueva Jersey |                                         |
| Victoria  | 11–2   | Cub Swanson         | Sumisión (arm-triangle choke)     | UFC on Fox: Velasquez vs. dos Santos    | 12 de noviembre de 2011 | 2     | 2:16   | Anaheim, California         | Sumisión de la Noche.                   |
| Victoria  | 10–2   | Matt Grice          | TKO (patada a la cabeza y golpes) | UFC Live: Kongo vs. Barry               | 26 de junio de 2011     | 1     | 4:41   | Pittsburgh, Pennsylvania    | Debut en peso pluma.                    |
| Derrota   | 9–2    | Yuri Alcântara      | KO (golpes)                       | WEC 53                                  | 16 de diciembre de 2010 | 1     | 3:26   | Glendale, Arizona           |                                         |
| Victoria  | 9–1    | Dave Jansen         | Decisión (unánime)                | WEC 50                                  | 18 de agosto de 2010    | 3     | 5:00   | Las Vegas, Nevada           |                                         |
| Victoria  | 8–1    | Bendy Casimir       | KO (rodillazo volador)            | WEC 47                                  | 6 de marzo de 2010      | 1     | 3:43   | Columbus, Ohio              |                                         |
| Victoria  | 7–1    | James Krause        | Decisión (unánime)                | WEC 44                                  | 18 de noviembre de 2009 | 3     | 5:00   | Las Vegas, Nevada           |                                         |
| Derrota   | 6–1    | Danny Castillo      | TKO (golpes)                      | WEC 42                                  | 9 de agosto de 2009     | 2     | 4:15   | Las Vegas, Nevada           |                                         |
| Victoria  | 6–0    | Bart Palaszewski    | Decisión (unánime)                | WEC 39                                  | 1 de marzo de 2009      | 3     | 5:00   | Corpus Christi, Texas       |                                         |
| Victoria  | 5–0    | Christopher Martins | Decisión (unánime)                | IHC 12: Resurrection                    | 8 de noviembre de 2008  | 3     | 5:00   | Chicago, Illinois           |                                         |
| Victoria  | 4–0    | Gabriel Miranda     | TKO (golpes)                      | Warriors Collide 6                      | 4 de octubre de 2008    | 1     | 3:16   | Castle Rock, Colorado       |                                         |
| Victoria  | 3–0    | James Birdsley      | Decisión (unánime)                | Warriors Collide 4                      | 19 de julio de 2008     | 2     | 5:00   | Cripple Creek, Colorado     |                                         |
| Victoria  | 2–0    | Cal Ferry           | Sumisión (guillotine choke)       | ISCF: Rumble in the Park                | 26 de abril de 2008     | 4     | 4:50   | Loves Park, Illinois        | Ganó el título de ISCF.                 |
| Victoria  | 1–0    | Jake Corry          | Sumisión (guillotine choke)       | FCE: Collision                          | 25 de enero de 2008     | 1     | 1:49   | Northlake, Illinois         |                                         |